# Helichrysum acuminatum
Espèce
Classification phylogénétique
Helichrysum acuminatum est une espèce de plantes à fleurs de la famille des Asteraceae. C'est une plante faiblement rhizomateuse de 20 à 30 centimètres de haut, ayant des fleurs jaune d'or de 4 à 5 centimètres. Originaire de Tasmanie, elle pousse sur pelouse alpine.